# Rod Belfitt
Roderick Michael Belfitt (Bournemouth, 1945. október 30. – ) angol labdarúgó, csatár.

## Pályafutása

### Klubcsapatokban
Belfitt labdarúgó-pályafutását a Leeds United csapatában kezdte. A klubbal 1968-ban ligakupa győztes lett, valamint kétszer szerepelt a Vásárvárosok kupája döntőjében; 1967-ben a Dinamo Zagreb ellen nem sikerült nyerniük a döntőben, azonban 1968-ban a Ferencváros ellen már igen. A Leeds színeiben 1964 és 1971 között hetvenöt bajnoki mérkőzésen lépett pályára, amelyeken tizenhét gólt szerzett. Az 1971-1972-es idényben a szintén angol élvonalbeli Ipswich Town csapatában futballozott. 1972 és 1975 között futballozott még az Everton, a Sunderland és a Fulham csapataiban is. 1976-ban a negyedosztályú Huddersfield Town csapatától vonult vissza a labdarúgástól.

## Sikerei, díjai
Leeds United
- Angol ligakupa (1): 1967–68
- VVK-győztes (1): 1967–68